# Valles lunari
Segue una lista delle valles presenti sulla superficie della Luna. La nomenclatura lunare è regolata dall'Unione Astronomica Internazionale; la lista contiene solo formazioni esogeologiche ufficialmente riconosciute da tale istituzione.
Le valles della Luna portano i nomi di altre strutture superficiali poste nelle vicinanze.

## Prospetto
| Vallis             | Eponimo | Latitudine | Longitudine | Diametro |
| ------------------ | --- | ---------- | ----------- | -------- |
| Vallis Alpes       | Alpi - Catena montuosa posta tra la penisola italiana e il resto d'Europa. Derivato dai vicini Montes Alpes.                 | 48,5° N    | 3,2° E      | 166 km   |
| Vallis Baade       | Wilhelm Heinrich Walter Baade - Astronomo tedesco naturalizzato statunitense (1893-1960). Derivato dal vicino cratere Baade. | 45,9° S    | 76,2° W     | 203 km   |
| Vallis Bohr        | Niels Henrik David Bohr - Fisico danese (1885-1962). Derivato dal vicino cratere Bohr.                                       | 12,4° N    | 86,6° W     | 80 km    |
| Vallis Bouvard     | Alexis Bouvard - Astronomo francese (1767-1843).                                                                             | 38,3° S    | 83,1° W     | 284 km   |
| Vallis Capella     | Marziano Capella - Scrittore romano (fl. IV-V secolo). Derivato dal vicino cratere Capella.                                  | 7,6° S     | 34,9° E     | 49 km    |
| Vallis Christel    | Christel - Nome proprio femminile tedesco.                                                                                   | 24,5° N    | 11° E       | 2 km     |
| Vallis Inghirami   | Giovanni Inghirami - Astronomo italiano (1779-1851). Derivato dal vicino cratere Inghirami.                                  | 43,8° S    | 72,2° W     | 148 km   |
| Vallis Krishna     | Krishna - Nome proprio maschile indiano.                                                                                     | 24,5° N    | 11,3° E     | 3 km     |
| Vallis Palitzsch   | Johann Georg Palitzsch - Astronomo tedesco (1723-1788). Derivato dal vicino cratere Palitzsch.                               | 26,4° S    | 64,3° E     | 132 km   |
| Vallis Planck      | Karl Ernst Ludwig Marx Planck - Fisico tedesco (1858-1947). Derivato dal vicino cratere Planck.                              | 58,4° S    | 126,1° E    | 451 km   |
| Vallis Rheita      | Anton Maria Schyrleus di Rheita - Astronomo boemo (1597-1660). Derivato dal vicino cratere Rheita.                           | 42,5° S    | 51,5° E     | 445 km   |
| Vallis Schrödinger | Erwin Schrödinger - Fisico austriaco (1887-1961). Derivato dal vicino cratere Schrödinger.                                   | 67° S      | 105° E      | 310 km   |
| Vallis Schröteri   | Johann Hieronymus Schröter - Astronomo tedesco (1745-1816). Derivato dal vicino cratere Schröter.                            | 26,2° N    | 50,8° W     | 168 km   |
| Vallis Snellius    | Willebrord Snell - Astronomo olandese (1580-1626). Derivato dal vicino cratere Snellius.                                     | 31,1° S    | 56° E       | 592 km   |